# Peter Ludwig von Donatz
Peter Ludwig von Donatz (Valenza, 20 september 1782 - Chur, 12 augustus 1849), was een Zwitsers generaal.
Von Donatz stamde uit een oud patriciërsgeslacht. Hij ontving onderwijs in Sils im Domleschg van dominee Salomon Blech en aan het Philanthropinum in Jenins. Vanaf 1799 was hij militair in Engelse, en van 1806 tot 1830 in Franse dienst. In 1812 nam hij als majoor in napoleontische dienst deel aan de veldtocht tegen Rusland. Ofschoon hij gewond raakte nabij de rivier de Berezina, bleef hij de Zwitserse troepen in Franse dienst aanvoeren in Rusland en rukte met hen op naar Vilnius. In 1814 werd hij Ridder in het Franse Legioen van Eer. 
Von Donatz werd in 1831 tot kolonel in Zwitserse dienst benoemd. Van 1834 tot 1842 was hij Kantonsoberst (dat wil zeggen bevelhebber van kantonnale troepen) van het kanton Graubünden. Tijdens de Freischarenzug in het kanton Luzern en het kanton Aargau commandeerde hij met de rang van Zwitsers generaal de troepen van het Eedgenootschap.
Von Donatz was tijdens de Sonderbundsoorlog bevelhebber van de Derde Legerdivisie onder generaal Guillaume Henri Dufour.
Von Donatz overleed op 12 augustus 1849 in Chur.